# Cleptocaccobius inermis
Cleptocaccobius inermis là một loài bọ cánh cứng trong họ Bọ hung (Scarabaeidae).